# Роберт Майкл Беллентайн

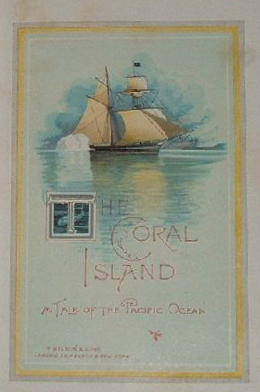
Титульна сторінка роману Беллентайна «Кораловий острів» (видання 1893 року)

Роберт Майкл Беллента́йн, також Белентайн (24 квітня 1825 року в Единбурзі — 8 лютого 1894 року в Римі) — шотландський письменник і художник-аквареліст. Його часто називають Р. М. Беллентайном.

## Біографія
Беллентайн був наймолодшим сином видавця Александра Томсона Беллентайна (1776—1847) та його дружини Анни (1786—1855); його дядько по батьківській лінії, Джеймс Беллентайн (1772—1833), керував відомою друкарнею. Через крах фондового ринку 1825 року компанія Ballantyne & Co. стала неплатоспроможною та була змушена оголосити про банкрутство.
У 1841 році Беллентайн вирушив до Канади та працював у Компанії Гудзонової затоки до 1846 року. Його досвід покупця хутра пізніше ліг в основу деяких його романів. Беллентайн повернувся до Шотландії через Нью-Йорк у 1847 році.
Через політичну ситуацію в Європі деякі плани подорожей Беллентайна були зірвані в 1848 році, тому того ж року він зміг успішно дебютувати зі своїм твором «Гудзонова затока».
31 липня 1866 року Беллентайн одружився з Джейн Грант (1845—1924) в Единбурзі та мав від неї трьох дочок та трьох синів.

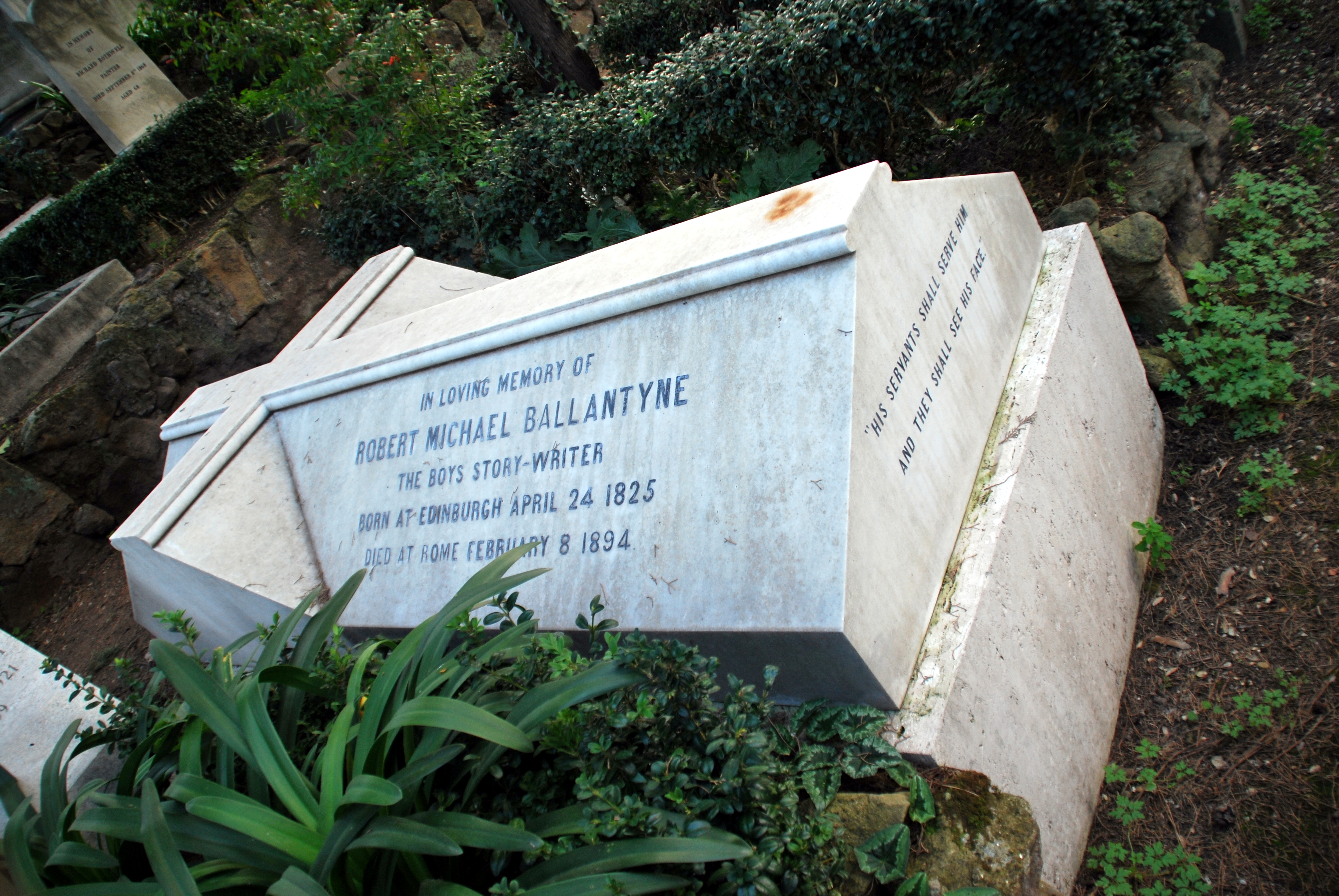
Могила Беллентайна в Римі

Як успішний письменник, Беллентайн оселився з родиною в Гарроу (Лондон). У жовтні 1893 року він вирушив до Риму в супроводі однієї зі своїх дочок, оскільки клімат там здавався сприятливішим для його здоров'я. 8 лютого 1894 року Роберт Майкл Беллентайн помер від хвороби Меньєра і знайшов свій останній спочинок на протестантському кладовищі Риму (Тестаччо).

## Пошанування
- У 1979 році колишній будинок Беллентайна на Маунт-Парк-роуд (Гарроу) був відзначений Радою Великого Лондона синьою табличкою № 461.
- Роберт Луїс Стівенсон захоплювався творами Беллентайна, якого вважав чудовим взірцем для наслідування та увічнив його у вступі до роману «Острів скарбів».

## Твори
- The Hudson's Bay Company (1848)
- The Young Fur Traders (1856)
- Mister Fox. A Children's Nursery Rhyme (1856)
- Ungava (1857)
- The Coral Island (1858) – скорочений український переклад 1966 року.
- Martin Rattler (1858)
- Handbook to the new Goldfields (1858)
- The Dog Crusoe and his Master (1860)
- The World of Ice (1860)
- The Gorilla Hunters (1861)
- The Golden Dream (1861)
- The Red Eric (1861)
- Away in the Wilderness (1863)
- Fighting the Whales (1863)
- The Wild Man of the West (1863)
- Man on the Ocean (1863)
- Fast in the Ice (1863)
- Gascoyne (1864)
- The Lifeboat (1864)
- Chasing the Sun (1864)
- Freaks on the Fells (1864)
- The Lighthouse (1865)
- Fighting The Flames (1867)
- Silver Lake (1867)
- Deep Down (1868)
- Shifting Winds (1868)
- Hunting the Lions (1869)
- Over the Rocky Mountains (1869)
- Saved by the Lifeboat (1869)
- Erling the Bold (1869)
- The Battle and the Breeze (1869)
- Up in the Clouds (1869)
- The Cannibal Islands (1869)
- Lost in the Forest (1869)
- Digging for Gold (1869)
- Sunk at Sea (1869)
- The Floating Light of the Goodwin Sands (1870)
- The Iron Horse (1879)
- The Norsemen in the West (1872)
- The Pioneers (1872)
- Black Ivory (1873)
- Life in the Red Brigade (1873)
- Fort Desolation (1873)
- The Ocean and its Wonders (1874)
- The Pirate City: An Algerine Tale (1874)
- The Butterfly's Ball and the Grasshopper's Feast (1874)
- The Story of the Rock (1875)
- Rivers of Ice (1875)
- Under the Waves (1876)
- The Settler and the Savage (1877)
- In the Track of the Troops (1878)
- Jarwin and Cuffy (1878)
- Philosopher Jack (1879)
- Six Months at the Cape (1879)
- Post Haste (1880)
- The Lonely Island (1880)
- The Red Man's Revenge (1880)
- My Doggie and I (1881)
- The Life of a Ship (1882)
- The Kitten Pilgrims (1882)
- The Giant of the North (1882)
- The Madman and the Pirate (1883)
- Battles with the Sea (1883)
- The Battery and the Boiler (1883)
- The Thorogood Family (1883)
- The Young Trawler (1884)
- Dusty Diamonds, Cut and Polished (1884)
- Twice Bought (1885)
- The Island Queen (1885)
- The Rover of the Andes (1885)
- The Prairie Chief (1886)
- The Lively Poll (1886)
- Red Rooney (1886)
- The Big Otter (1887)
- The Fugitives or the Tyrant Queen of Madagascar (1887)
- Blue Lights (1888)
- The Middy and the Moors (1888)
- The Eagle Cliff (1889)
- The Crew of the Water Wagtail (1889)
- Blown to Bits (1889)
- The Garret and the Garden (1890)
- Jeff Benson (1890)
- Charlie to the Rescue (1890)
- The Coxswain's Bride (1891)
- The Buffalo Runners (1891)
- The Hot Swamp (1892)
- Hunted and Harried (1892)
- The Walrus Hunters (1893)
- An Author's Adventures (1893)
- Wrecked but not Ruined (1895)

## Переклади українською
- Роберт Белентайн. Кораловий острів. Пер. з англ. Олександра Тереха. — Київ: Видавництво «Веселка», 1966 (скорочений переклад).